# Unio tumidiformis
Unio tumidiformis is een tweekleppigensoort uit de familie van de Unionidae. De wetenschappelijke naam van de soort is voor het eerst geldig gepubliceerd in 1885 door Castro.